# Saint-Révérend
Saint-Révérend é uma comuna francesa na região administrativa da Pays de la Loire, no departamento de Vendéia. Estende-se por uma área de 15,82 km². Em 2010 a comuna tinha 1 475 habitantes (densidade: 93,2 hab./km²).